# Josip Mrzljak
Josip Mrzljak (ur. 19 stycznia 1944 w Vukovarze) – chorwacki duchowny katolicki, biskup Varaždinu w latach 2007–2019.

## Życiorys

### Prezbiterat
Święcenia kapłańskie otrzymał 16 listopada 1969 i został inkardynowany do archidiecezji zagrzebskiej. Pracował przede wszystkim jako duszpasterz parafialny (m.in. w Ozalj oraz w Sesvetskim Kraljevcu). W 1998 mianowany wikariuszem biskupim ds. duchowieństwa oraz kanonikiem kapituły katedralnej.

### Episkopat
29 grudnia 1998 został mianowany biskupem pomocniczym archidiecezji zagrzebskiej, ze stolicą tytularną Caltadria. Sakry biskupiej udzielił mu kard. Josip Bozanić. 20 marca 2007 został biskupem diecezji Varaždin.
1 sierpnia 2019 przeszedł na emeryturę.